# Bruno (personaggio comico)
Bruno (a volte scritto Brüno) è un personaggio comico creato dall'attore-provocatore Sacha Baron Cohen (che ha già dato vita a numerose macchiette satiriche, ad esempio Borat e Ali G).
Bruno è un giornalista di moda, gay di origine austriaca.
Nel 2009 su questo personaggio, interpretato da Baron Cohen, è stato realizzato un film intitolato Brüno.

## Biografia fittizia
Bruno nacque a Klagenfurt, Austria; il suo cognome è "Gehard". Nonostante sembri un uomo adulto, afferma di avere diciannove anni. Sua madre fu assassinata dal padre, che era un importante fabbricante di orologi a cucù prima di andare in prigione. La prima esperienza gay di Bruno si verificò a quattordici anni, quando suo zio Wilhelm praticò del sesso orale con lui. Il fratello di Bruno, Durgel, gestisce un'impresa di laminazione a Salisburgo.
Alla fine degli anni ottanta Bruno lavorò come ballerino. Nel 1992 fu scelto per essere uno dei ballerini nel video Rhythm Is a Dancer degli Snap!, ma dovette rifiutare quando sviluppò un'infezione agli occhi causatagli da feci di cane. Poi prese lavoro come orinatoio umano in uno stabilimento a Vienna. Lì fu urinato da un produttore televisivo del canale austriaco ÖJRF TV, che lo ospitò in un suo show chiamato Funkyzeit mit Brüno, dove parlava di moda, intrattenimento, celebrità e omosessualità. Bruno fu licenziato dal suo show nel 2008, ma in seguito è stato reintegrato.